# Ephelis (arna)
Ephelis és un gènere d'arnes de la família Crambidae.

## Taxonomia
- Ephelis belutschistanalis (Amsel, 1961)
- Ephelis brabanti (Chrétien, 1908)
- Ephelis chirazalis (Amsel, 1949)
- Ephelis cruentalis (Geyer in Hübner, 1832)
- Ephelis flavomarginalis (Amsel, 1951)
- Ephelis maesi (Mey, 2011)
- Ephelis palealis (Amsel, 1949)
- Ephelis pudicalis (Duponchel, 1832)
- Ephelis robustalis Amsel, 1970
- Ephelis sudanalis (Zerny in Rebel & Zerny, 1917)